# Psoralea affinis
Psoralea affinis är en ärtväxtart som beskrevs av Christian Friedrich Frederik Ecklon och Carl Ludwig Philipp Zeyher. Psoralea affinis ingår i släktet Psoralea och familjen ärtväxter. Inga underarter finns listade i Catalogue of Life.